# Daniel Stieglitz

Stieglitz en el evento Eurocature 2018, Viena

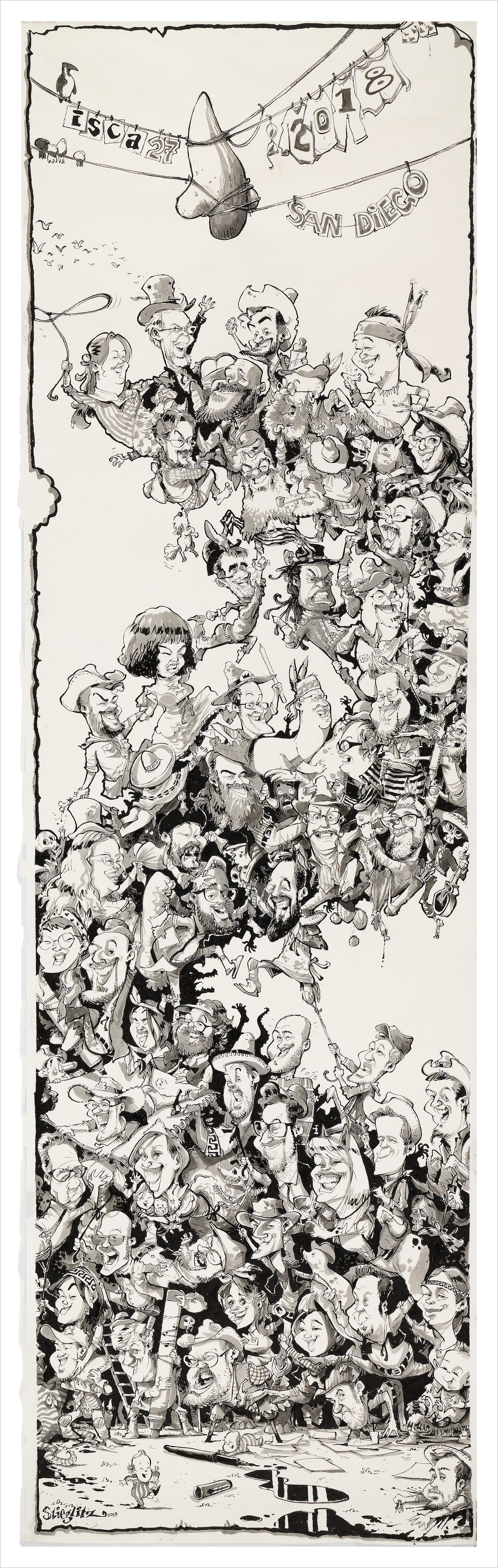
Obra ganadora del premio Golden Nosey (2018)

Daniel Stieglitz (Cham, Alemania, 2 de marzo de 1980) es un director de cine, guionista, ilustrador y caricaturista alemán. Es conocido internacionalmente por su estilo dinámico de dibujo en vivo, sus vídeos explicativos animados, así como por sus caricaturas premiadas en convenciones en todo el mundo.

## Biografía y carrera
Stieglitz estudió animación, ilustración y cine entre 2000 y 2008 en la Kunsthochschule de Kassel, donde fue alumno de renombrados artistas como Paul Driessen, Andreas Hykade y Hendrik Dorgathen.
Desde entonces ha trabajado como dibujante de storyboards para cine y televisión, colaborando en producciones como El complejo Baader Meinhof (2008), nominado al Óscar. También ha producido animaciones explicativas para programas como Quarks (WDR), Galileo (ProSieben) y Punkt 12 (RTL).  
En 2016 publicó su primer libro ilustrado infantil junto con Axel Garbelmann: Drachen gibt’s nicht (Los dragones no existen). Desde entonces ha ilustrado y escrito múltiples libros para niños y adultos.

## Relación con España

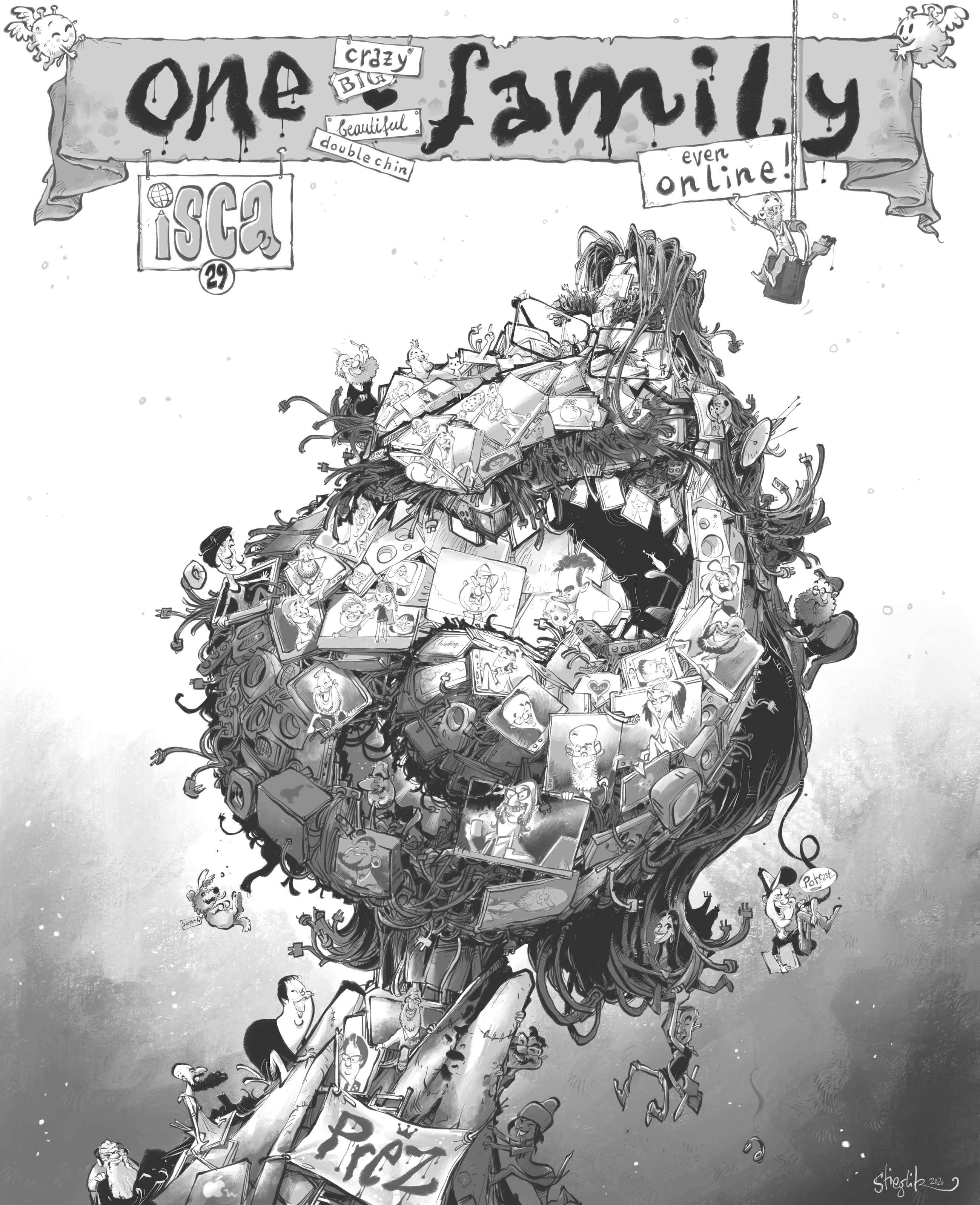
Obra para la ISCA Con 2020 – Mailbox Mayhem

En 2019 fue invitado de honor y ponente principal (guest of honor and keynote speaker) en el Congreso Nacional de la Asociación Española de Caricaturistas celebrado en Valencia. Allí compartió sus técnicas, experiencias y filosofía de trabajo con artistas españoles y reforzó los lazos culturales entre ambos países.
La colaboración con artistas españoles ha continuado desde entonces, especialmente en eventos europeos como Eurocature en Viena.

## Premios y distinciones (selección)
- 2025 – 1.º premio: Caricaturist of the Year y Caricature of the Year – Grand Prix de Japón, Tokio[4]
- 2024 – 1.º puesto: Best Caricature of the Year – ISCA Con 33, Kissimmee (EE. UU.)[5]
- 2023 – 1.º puesto: Best Caricature of the Year – ISCA Con 32, Los Ángeles
- 2022 – Klaus Dill-Preis (Alemania)[6]
- 2021 – 1.º premio: Best Caricature of the Year – ISCA Con, Las Vegas[7]
- 2019 – 1.º premio: Best Traditional Caricature – Eurocature, Viena
- 2018 – Golden Nosey como Caricaturist of the Year – ISCA Con, San Diego[8]
- 2009 – Premio al mejor cortometraje universitario – Spielzeugland Endstation (Premio del Estado de Hesse)